# Ránula
Una ránula es un tipo de mucocele, es decir, una tumefacción de tejido conjuntivo, encontrado específicamente en el piso de la boca. Consiste en una colección de mucina proveniente de la ruptura del conducto de una glándula salival, por lo general causada por un previo trauma local. La palabra ránula proviene del latín que significa rana, debido a su apariencia comparable a la garganta de un sapo.

## Ubicaciones
La glándula que más frecuentemente se ve afectada en la producción de ránulas, es la glándula sublingual. Sin embargo, pueden estar involucradas la glándula submandibular y las glándulas salivales menores.

## Histología
Bajo el microscopio, las ránulas son distensiones quísticas llenas de saliva de los ductos de las glándulas salivales en el piso de la boca, a lo largo de la cara lateral de la lengua. A diferencia de un mucocele salival, una ránula no está revestida por epitelio.

## Cuadro clínico

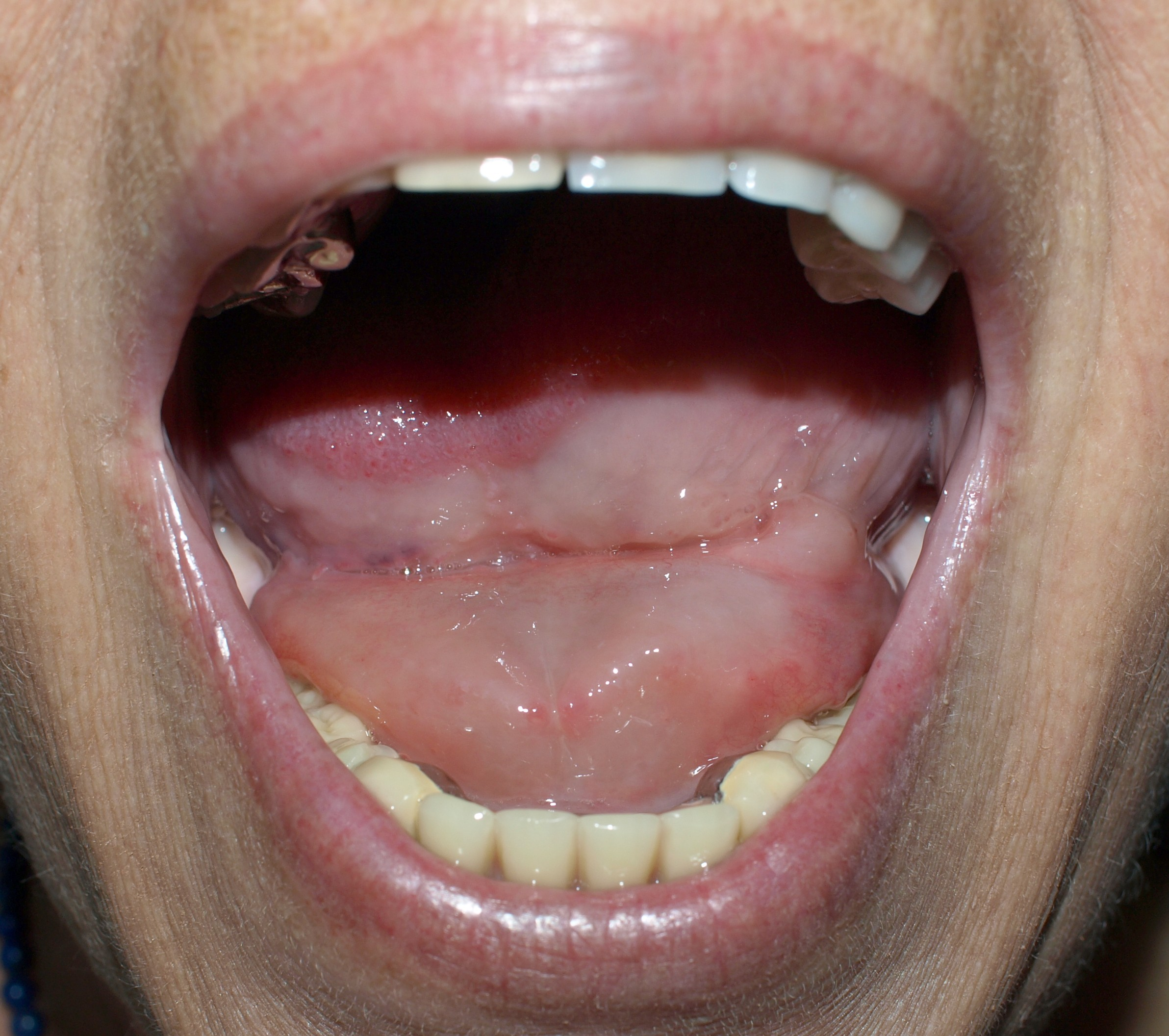
Ránula con un tamaño significativo y con la piel intacta

Una ránula es por lo general asintomática, aunque puede con el tiempo cambiar de tamaño, encogiéndose o hinchándose, haciendo que una ránula sea considerablemente difícil de detectar. La piel que la recubre tiende a permanecer intacta, la masa no está fijada y no es dolorosa. No está conectada a la glándula tiroides o a ganglios linfáticos y puede que no esté bien definida. Si crece con suficiente tamaño, puede interferir con la deglución, y las ránulas cervicales pueden llegar a interferir con la respiración. Cierto malestar y dolor puede estar asociado a estas ránulas de gran tamaño.

## Tratamiento
El tratamiento de una ránula incluye la escisión de la parte superior de la lesión, en un procedimiento llamado marsupialización. Las ránulas pueden tener recurrencia si la glándula afectada no es extirpada. Hay muy poca morbilidad y mortalidad en conexión con el tratamiento indicado para una ránula.